# Pritchardia flynnii
Pritchardia flynnii là loài thực vật có hoa thuộc họ Arecaceae. Loài này được Lorence & Gemmill mô tả khoa học đầu tiên năm 2004.